# Ібери

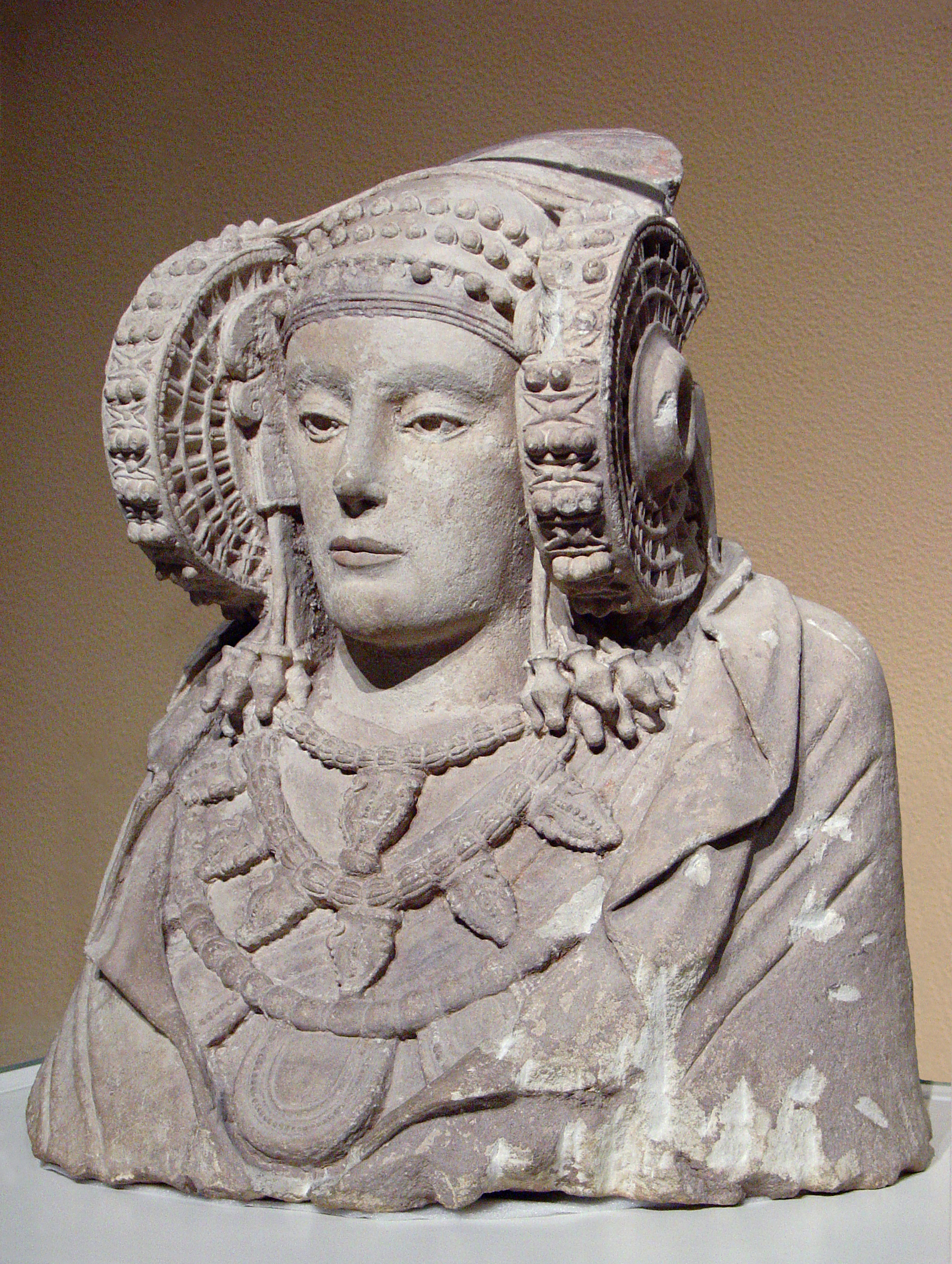
Дама з Ельча, IV ст. до н. е., Національний археологічний музей Іспанії (м. Мадрид).

Ібе́ри, ібері́йці — давні племена, які населяли спочатку територію Східної і Південної Іспанії (принаймні з ІІ тис. до н. е.), а згодом розселилися на значній частині Піренейського півострова.
У V — ІІІ століттях до н. е. ібери були завойовані карфагенянами, в ІІІ — ІІ століттях до н. е. — римлянами.
В ІІ столітті до н. е. — І столітті н. е. ібери поступово романізувалися.
До артефактів матеріальної культури іберів відносять численні фігури (переважно жіночі), висічені з каменю, які мають особливий художній стиль (іберійський), і здебільшого датовані IV — ІІІ століттями до н. е. Найвідоміше іберійське різьблення — Дама з Ельча.

## Джерело
- Українська радянська енциклопедія : у 12 т. / гол. ред. М. П. Бажан ; редкол.: О. К. Антонов та ін. — 2-ге вид. — К. : Головна редакція УРЕ, 1974–1985.